# Martin Riggs
Martin Riggs (ur. 1951 lub 1952) –  postać fikcyjna, amerykański policjant, bohater serii Zabójcza broń (1987-1998). Główny bohater serii, partner policjanta Rogera Murtaugha.
Riggsa poznajemy w pierwszej części serii jako policjanta mieszkającego w przyczepie z psem, załamanego śmiercią żony. Ma rozwiązać zagadkę śmierci córki bogatego bankowca. Do współpracy dostaje Rogera Murtaugha, który jest jego całkowitym przeciwieństwem. Mimo początkowej niechęci obaj rozwiązują sprawę i wkrótce zostają najlepszymi przyjaciółmi i nierozłącznymi partnerami.
Riggs służył w wojskowych siłach specjalnych podczas wojny w Wietnamie. Należał do prowadzonego przez CIA Programu Phoenix, gdzie pełnił rolę szkolonego zabójcy. Wedle jego własnych słów, należał do elity profesjonalnych zabójców, przejawiając wybitne umiejętności zwłaszcza jako snajper. Jakiś czas później, po powrocie do Stanów Zjednoczonych, został policjantem w wydziale narkotykowym policji Los Angeles. Na początku pierwszego filmu zostaje przeniesiony do wydziału zabójstw i przydzielony jako partner Rogera Murtaugha. W trzeciej części wiąże się ze swoją koleżanką po fachu – Lorną Cole, w czwartej części rodzi im się syn.
Riggs bywa nieobliczalny. Jest całkowitym przeciwieństwem Murtaugha, który jest rozsądny i spokojny. Riggs kocha zwierzęta, zwłaszcza psy.